# Nationalpark Tschadbecken
Der Nationalpark Tschadbecken liegt im Nordosten Nigerias und bedeckt eine Fläche von 2258 km² in den Bundesstaaten Yobe und Borno. Er besteht aus drei geographisch getrennten Schutzzonen, dem Chingurmi-Duguma Gebiet, dem Bade-Nguru Feuchtgebiet und dem Bulatura Gebiet. Diese umfassen unterschiedliche Biotope des Tschadbeckens, die in humiden über semiariden und ariden Gebieten liegen.

## Chingurmi-Duguma Gebiet
11° 45′ 0″ N, 14° 15′ 0″ O
Die Zone des Nationalparks im Bundesstaat Borno umfasst eine Fläche von 1228 km² und liegt an der Grenze zu Kamerun, nahe dem Waza-Nationalpark. Die Vegetation entspricht in großen Teilen dem der Westlichen Sudan Savanne die im Norden des Parks in die Vegetationszone der Sahel-Akazien-Savanne übergeht. Die vorherrschenden Baumarten sind Akazien, Oscher (Calotropis procera), Anogeissus leiocarpus, Wüstendattel (Balanites aegyptiaca) und der Stinkbaum Sterculia setigera.
Das Gebiet wird von dem saisonal fließenden Fluss Dorma durchquert, in der Regenzeit überflutet er größere Gebiete die das Biotop der Kutila Fadama bilden. Die am meisten verbreiteten Bäume in diesem Biotop gehören der Pflanzenart Mitragyna inermis an.
An größeren Säugetieren leben in diesem Gebiet des Nationalparks die Rotstirngazelle (Gazella rufifrons), der Afrikanische Elefant (Loxodonta africana) und während der Regenzeit die Giraffe (Giraffa camelopardalis), die im restlichen Nigeria als ausgestorben gilt.

## Bade-Nguru Feuchtgebiet
12° 50′ 0″ N, 10° 50′ 0″ O
Dieses Gebiet des Nationalparks liegt in den Hadejia-Nguru-Feuchtgebieten und bedeckt eine Fläche von 928 km², die von den Flüssen Hadejia und Jama’are im Bundesstaat Yobe gebildet werden. Das Kerngebiet dieser Schutzzone bildet das Dagona Wasservogel Schutzgebiet, rund um den Nguru-See.
Das Bade-Nguru Feuchtgebiet liegt in dem Vegetationsgürtel der Sahel-Akazien-Savanne der Sahelzone, mit ihren jährlichen Niederschlägen von 200 bis 600 mm/m². Es lassen sich in dem Gebiet drei spezielle Hauptvegetationstypen finden. Die erste ist die Strauchsavanne, die sich in den höher gelegenen Gebieten ausbreitet. Die zweite wird als Tudu bezeichnet, die sich auf sandigen Böden ausbreitet und von einer großen Anzahl von Tümpeln durchzogen wird. Die vorherrschenden Baumarten sind Anabaum (Acacia albida), Ziziphus-Arten, die Wüstendattel (Balanites aegyptiaca), Tamarindenbaum (Tamarindus indica) und Afrikanischer Affenbrotbaum (Adansonia digitata). In deren Unterwuchs finden sich die Gräser Cenchrus biflorus, Andropogon-Arten und Vetiveria nigritana. An den Flussauen dehnen sich Galeriewälder, regional als Kumri-Wälder bezeichnet, aus. Diese bestehen hauptsächlich aus den Baumarten Khaya senegalensis, Mitragyna inermis und Diospyros mespiliformis. Auf einigen Flächen wurden die Kumri-Wälder ersetzt durch Plantagen mit Mango (Mangifera indica) und Echter Guave (Psidium guajava). Der dritte Vegetationstyp breitet sich in den Überflutungsgebieten aus und wird regional als Fadama bezeichnet. Die Hauptbaumarten sind Acacia nilotica und Doumpalme (Hyphaene thebaica). Große Grasflächen breiten sich in den Flussauen aus, die dominierenden Arten sind die Echinochloa und Oryza-Arten, in trockneren Gebieten der Fadama Vegetation sind es die Gräser Dactyloctenium aegyptium, Setaria-Arten und Cyperus-Arten. Die übermannshohen Typha domingensis und Mimosa pigra wachsen an den Ufern der Seen.
Die große internationale Bedeutung dieses Teils des Nationalparks unterstrichen die Besuche der Botschafter des WWF, Bernhardt von den Niederlanden and Prinz Philipp, Duke von Edinburgh, im Jahre 1987 und Prinz Charles und Lady Diana im Jahre 1990. Das 1010,95 km² große Baturiya Wetlands Game Reserve und der 581 km² große Nguru-See- (und Marma-Kanal-) Komplex wurden 2008 in die Liste der Feuchtgebiete von internationaler Bedeutung der Ramsar-Konvention aufgenommen.

## Bulatura Gebiet
13° 15′ 0″ N, 11° 0′ 0″ O
Dieses Gebiet des Nationalparks liegt an der Grenze zum Binnenstaat Niger und bedeckt ein Gebiet von 92 km². Es ist ein wüstenartiges Gebiet das von Sanddünen und Oasen bedeckt ist und dadurch für Nigeria ein einzigartiges Biotop darstellt.

## Trivia
1999 wurde von der Regierung des Bundesstaates Borno vorgeschlagen das Jagdschutzgebiet Sambisa Game Reserve in den Nationalpark zu integrieren, dieses Vorhaben wurde jedoch nicht komplett umgesetzt. Das Sambisa Game Reserve wird administrativ zwar vom Nationalpark verwaltet, ist jedoch rechtlich nicht Teil des Nationalparks. 

## Quelle
- BirdLife International: Chad Basin National Park: Chingurmi - Duguma Sector. Abgerufen am 17. Januar 2022.
- CHAD BASIN NATIONAL PARK (Memento vom 2. Oktober 2013 im Internet Archive) auf der Webseite des Nigeria Park Service (englisch)